# Bezirksgericht Budissin
Das Bezirksgericht Budissin (ab 1868 Bezirksgericht Bautzen) war von 1855 bis 1879 ein Gericht im Königreich Sachsen mit Sitz in Bautzen (damals Budissin).

## Geschichte
Mit dem Gesetz, die künftige Einrichtung der Behörden erster Instanz für Rechtspflege und Verwaltung betreffend vom 11. August 1855 wurden die Eingangsgerichte neu geordnet. Die Patrimonialgerichte wurden endgültig aufgelöst, Verwaltung und Rechtsprechung getrennt. Die Details der Verwaltungsreform regelten das sächsische Gerichtsverfassungsgesetz vom 11. August 1855 und die Verordnung über die Bildung der Gerichtsbezirke vom 2. September 1856.
Eingangsgerichte waren nur die Gerichtsämter und Bezirksgerichte. Als mittlere Instanz wurden vier Appellationsgerichte eingerichtet. Oberste Instanz war das Oberappellationsgericht Dresden.
Das Bezirksgericht Budissin war dem Appellationsgericht Budissin nachgeordnet. Das Bezirksgericht war Gerichtsamt für die Stadt Budissin. Daneben waren ihm folgende Gerichtsämter nachgelagert: Gerichtsamt Budissin, Gerichtsamt Schirgiswalde, Gerichtsamt Königswarthe und Gerichtsamt Bischofswerda. 1860 wurde das Bezirksgericht Kamenz aufgehoben. Dessen drei Gerichtsämter Gerichtsamt Kamenz, Gerichtsamt Königsbrück und Gerichtsamt Pulsnitz wurden dem Sprengel des Bezirksgericht Budissin zugeordnet.
1868 erfolgte die Umbenennung von Budissin in Bautzen. In der Folge wurde auch der Name des Gerichtes angepasst.
1879 wurden das Bezirksgericht Bautzen und seine Gerichtsämter aufgehoben. An deren Stelle wurden Amtsgerichte gebildet. Dies waren Amtsgericht Bautzen, Amtsgericht Schirgiswalde, Amtsgericht Bischofswerda, Amtsgericht Kamenz, Amtsgericht Königsbrück und Amtsgericht Pulsnitz.

## Richter
- Friedrich Theophil Hensel Bezirksgerichtsdirektor 1860 bis 1868